# Campionato mondiale giovanile di scherma 1972
Il Campionato mondiale juniores di scherma del 1972 ("1972 World Juniors Fencing Championships") è stato organizzato dalla Federazione internazionale della scherma e si è svolto a Madrid in Spagna dal 30 marzo al 3 aprile.
Nel fioretto, si sono aggiudicati i titoli del campionato mondiale il polacco Arkadiusz Godel, che ha battuto in finale il sovietico Viktor Rodionov, e la sovietica Soja Djerasinskaja che ha avuto la meglio sulla polacca Grazyna Staszak-Makowska.
Nella spada l'elvetico Guy Evéquoz ha battuto in finale il polacco Jerzy Janikowski, ottenendo il titolo mondiale juniores maschile.
Nella sciabola il sovietico Vladimir Pavlenko prevale sul francese Patrick Quivrin.

## Podi

### Uomini
| Specialità  | Oro               | Argento          | Bronzo              |
| Individuali |                   |                  |                     |
| Fioretto    | Arkadiusz Godel   | Viktor Rodionov  | Frédéric Pietruszka |
| Spada       | Guy Evéquoz       | Jerzy Janikowski | Paul Szabo          |
| Sciabola    | Vladimir Pavlenko | Patrick Quivrin  | Tommaso Montano     |

### Donne
| Specialità  | Oro                | Argento                  | Bronzo               |
| Individuali |                    |                          |                      |
| Fioretto    | Soja Djerasinskaja | Grazyna Staszak-Makowska | Valentina Burochkina |

## Medagliere
| Pos.   | Nazione          | Oro | Argento | Bronzo | Totale |
| ------ | ---------------- | --- | ------- | ------ | ------ |
| 1      | Unione Sovietica | 2   | 1       | 1      | 4      |
| 2      | Polonia          | 1   | 2       | 0      | 3      |
| 3      | Svizzera         | 1   | 0       | 0      | 1      |
| 4      | Francia          | 0   | 1       | 1      | 2      |
| 5      | Italia           | 0   | 0       | 1      | 1      |
| 5      | Romania          | 0   | 0       | 1      | 1      |
| Totale | Totale           | 4   | 4       | 4      | 12     |